# Karl Lebrecht Friedrich von Krafft
Karl Lebrecht Friedrich von Krafft, seit 1844 Freiherr von Krafft, (* 19. Januar 1784 in Krafftshagen; † 4. Januar 1857 in Königsberg) war ein preußischer Generalleutnant und Kommandeur der 1. Kavallerie-Brigade. Zur Unterscheidung von seinem Bruder August von Krafft wurde er als „Krafft I.“ geschrieben.

## Leben

### Herkunft
Seine Eltern waren August Lebrecht Christian von Krafft (* 26. Februar 1760; † 27. Mai 1834) und dessen Ehefrau Katharina Charlotte Sophie, geboren von Canitz (* 19. April 1742; † 10. Oktober 1832) verwitwete von Printz. Der Vater war Landschaftsrat, Rechtsritter des Johanniterordens und Sekondeleutnant a. D., zuletzt im Infanterieregiment „von Kauffberg“. Der General Karl August Adolf von Krafft war sein Onkel.

### Militärkarriere
Krafft kam am 1. Januar 1795 als Junker in das Husarenregiment „von Suter“ der Preußischen Armee und avancierte bis September 1800 zum Sekondeleutnant. Im Vierten Koalitionskrieg kämpfte er in den Gefechten bei Schippenbeil und Königsberg. In der Schlacht bei Heilsberg konnte er sich besonders auszeichnen und erhielt am 18. Juli 1807 den Orden Pour le Mérite.
Nach dem Krieg wurde Krafft am 29. Mai 1808 Premierleutnant und am 20. Dezember 1808 in das neu gebildete 2. Leib-Husaren-Regiment versetzt. Dort wurde er am 10. Januar 1810 Stabsrittmeister. Während der Befreiungskriege kämpfte er in den Schlachten bei Großgörschen, an der Katzbach, Leipzig, Chateau-Thierry, Laon, Paris und den Gefechten bei Goldberg, Qulchy le Chateau, Berry-au-Bac, Claye und Coulommiers. Ferner nahm er am Übergang bei Wartenburg teil. Für das Gefecht bei Gröditzberg wurde Krafft mit dem Eisernen Krweuz II. Klasse und für Paris mit dem Kreuz I. Klasse ausgezeichnet. In der Zwischenzeit hatte man ihn am 20. April 1813 zum Rittmeister und Eskadronchef sowie am 19. Mai 1813 mit Patent vom 27. Juni 1813 zum Major befördert. Da alle höheren Offiziere verwundet waren, wurde er mit der Führung des Regiments beauftragt. Am 3. Oktober 1815 wurde er dann zum Oberstleutnant befördert.
Nach dem Krieg wurde Krafft am 3. April 1816 etatsmäßiger Stabsoffizier sowie am 25. März 1817 zum Kommandeur des 1. Leib-Husaren-Regiments ernannt. In dieser Stellung erfolgte am 30. März 1821 mit Patent vom 5. April 1821 seine Beförderung zum Oberst. Daran schloss sich ab dem 6. Mai 1830 eine Verwendung als Kommandeur der 13. Kavallerie-Brigade an. Auf eigenen Wunsch wurde Krafft am 30. März 1831 als Kommandeur in die 1. Kavallerie-Brigade versetzt und am 30. März 1832 mit Patent vom 5. April 1832 zum Generalmajor befördert. Am 2. September 1834 erhielt er den Roten Adlerorden II. Klasse mit Eichenlaub. Unter Verleihung des Charakters als Generalleutnant wurde Krafft am 20. März 1840 mit der gesetzlichen Pension zur Disposition gestellt. Nach seiner Verabschiedung erhob König Friedrich Wilhelm IV. ihn am 13. Oktober 1844 in den Freiherrenstand.
Krafft war Herr auf Krafftshagen und Dietrichswalde sowie Rechtsritter des Johanniterordens. Nach seinem Tod wurde er am 9. Januar 1857 auf dem Militärfriedhof in Königsberg beigesetzt.
Generalmajor von Lehndorff schrieb 1829 in seiner Beurteilung über Krafft: „Besitzt einen lobenswerten Charakter, viel natürliche Anlage, verbunden mit Bildung und Diensteifer. Das demselben anvertraute Regiment befindet sich in einem guten Zustande, und pflichte ich dem Brigadekommandeur darin insbesondere bei, daß der Oberst von Krafft sich vorzugsweise zu eine höheren Stellung geeignet findet.“

### Familie
Krafft heiratete am 30. September 1805 in Königsberg Wilhelmine Friederike Charlotte Luise von der Groeben (* 29. November 1788; † 21. Januar 1865), eine Tochter des Generals Georg Dietrich von der Groeben. Das Paar hatte mehrere Kinder:
- Karl August Georg (* 14. November 1806; † 11. Juli 1833), Sekondeleutnant im Garde-Husaren-Regiment
- Heinrich Sigismund (* 28. April 1808), Rittmeister im 1. Leib-Husaren-Regiment
- Wilhelmine Charlotte Adelheid Friederike (* 29. August 1810)